# Mike Skinner
Mike Skinner (Barnet, 27 november 1978), beter bekend als The Streets, is een Britse rapper en muzikant. The Streets is tevens de naam van het muzikale project dat door Skinner geleid werd.

## Biografie
In 2001 verscheen de eerste single van The Streets, Has it come to this?, via het label Locked On. Een jaar later volgde het debuutalbum Original pirate material. In 2004 volgde het album A grand don't come for free. Ook in 2004 richtte Skinner samen met Ted Mayhem zijn eigen label, The Beats, op. Bij dit label stonden onder andere The Mitchell Brothers, Professor Green en Example onder contract. Eind 2007 werd dit label zonder duidelijke reden opgeheven.
Het derde album dat The Streets uitbracht was The hardest way to make an easy living, in april 2006. De eerste single van het album was When you wasn't famous.
Op 15 september 2008 verscheen het vierde album van The Streets, getiteld Everything is borrowed. De eerste single van dit album werd de gelijknamige titelsong. Skinner gaf aan dat dit album qua muzikale stijl lijkt op zijn debuutalbum Original pirate material.
Op 24 januari 2011 verscheen een mixtape-album van The Streets, genaamd Cyberspace and Reds. Dit album werd uitgebracht door Mike Skinner zelf en was alleen via een iPhone-app te verkrijgen.
Het vijfde studioalbum van The Streets, Computers and blues verscheen op 7 februari 2011 in het Verenigd Koninkrijk. De eerste single van het album werd Going through hell. Het was voorlopig het laatste album van The Streets, want in 2011 hield het project op te bestaan. Sinds 2017 wordt er echter weer nieuwe muziek uitgebracht.
Het nummer Fit but you know it stond op de soundtrack van FIFA 2005 en Just Dance 2020.

## Discografie

### Albums
- Original pirate material (2002)
- A grand don't come for free (2004)
- The hardest way to make an easy living (2006)
- Everything is borrowed (2008)
- Cyberspace and Reds (2011) (mixtape album)
- Computers and blues (2011)

| Album met eventuele hitnotering(en) in de Nederlandse Album Top 100 | Datum van verschijnen | Datum van binnenkomst | Hoogste positie | Aantal weken | Opmerkingen |
| ------------------------------------------------------------------- | --------------------- | --------------------- | --------------- | ------------ | ----------- |
| A grand don't come for free                                         | 2004                  | 15-05-2004            | 45              | 13           |             |
| The hardest way to make an easy living                              | 2006                  | 15-04-2006            | 60              | 4            |             |

| Album met hitnotering(en) in de Vlaamse Ultratop 200 albums | Datum van verschijnen | Datum van binnenkomst | Hoogste positie | Aantal weken | Opmerkingen |
| ----------------------------------------------------------- | --------------------- | --------------------- | --------------- | ------------ | ----------- |
| A grand don't come for free                                 | 2004                  | 15-05-2004            | 22              | 44           |             |
| The hardest way to make an easy living                      | 2006                  | 15-04-2006            | 19              | 13           |             |
| Everything is borrowed                                      | 2008                  | 20-09-2008            | 28              | 6            |             |
| Computers and blues                                         | 2011                  | 19-02-2011            | 59              | 3            |             |
| Original pirate material                                    | 2002                  | 23-02-2019            | 172             | 1            |             |

### Singles
| Single met eventuele hitnotering(en) in de Nederlandse Top 40 | Datum van verschijnen | Datum van binnenkomst | Hoogste positie | Aantal weken | Opmerkingen                 |
| ------------------------------------------------------------- | --------------------- | --------------------- | --------------- | ------------ | --------------------------- |
| Let's push things forward                                     | 2002                  | -                     |                 |              | Nr. 98 in de Single Top 100 |
| Dry your eyes                                                 | 2004                  | 21-08-2004            | 24              | 5            | Nr. 11 in de Single Top 100 |

| Single met hitnotering(en) in de Vlaamse Ultratop 50 | Datum van verschijnen | Datum van binnenkomst | Hoogste positie | Aantal weken | Opmerkingen |
| ---------------------------------------------------- | --------------------- | --------------------- | --------------- | ------------ | ----------- |
| Dry your eyes                                        | 2004                  | 16-10-2004            | 48              | 1            |             |
| When you wasn't famous                               | 2006                  | 29-04-2006            | tip4            | -            |             |
| Everything is borrowed                               | 2008                  | 27-09-2008            | tip21           | -            |             |
| Burn bridges                                         | 2017                  | 20-01-2018            | tip             | -            |             |